# Retribution
Retribution är det amerikanska death metal-bandet Malevolent Creations andra studioalbum, utgivet april 1992 på Roadrunner Records.

## Låtförteckning
1. "Eve of the Apocalypse" – 4:21
2. "Systematic Execution" – 3:28
3. "Slaughter of Innocence" – 3:45
4. "Coronation of Our Domain" – 5:06
5. "No Flesh Shall Be Spared" – 4:26
6. "The Coldest Survive" – 3:18
7. "Monster" – 2:40
8. "Mindlock" – 3:06
9. "Iced" – 3:59

- Text: Brett Hoffman
- Musik: Malevolent Creation

## Medverkande
Musiker (Malevolent Creation-medlemmar)
- Brett Hoffman – sång
- Phil Fascina – gitarr
- Rob Barrett – gitarr
- Jason Blachowitz – basgitarr
- Alex Marquez – trummor

Bidragande musiker
- James Murphy – sologitarr (spår 4)

Produktion
- Scott Burns – producent, ljudtekniker, ljudmix
- Mark Gruber – assisterande ljudtekniker
- Mike Fuller – mastering
- Monte Conner – omslagsdesign
- Dan Seagrave – omslagskonst
- Mark Douglas – foto
- Jason Blachowicz – logo
- Big Jeff (Jeff Juszkiewicz) – logo